# スパーヌウォン
スパーヌウォン（ラーオ語: ສຸພານຸວົງ / Souphanouvong, 1909年7月13日 - 1995年1月9日）は、ラオスの王族、政治家。ラオス内戦時は左派パテート・ラーオ代表として連合政府副首相を務め、王政廃止後は初代ラオス人民民主共和国主席及び最高人民議会議長（国会議長）。「赤い殿下」の異名を持つ。スファヌボンとも表記。

## 経歴
ルアンパバーン王国のブン・コン副王の子としてルアンパバーンに生まれる。1931年から1938年までフランスに留学して土木技術を学んだ。
第二次世界大戦において日本の影響下にあったラオスは、1945年の日本の敗戦後、シーサワーンウォン王が独立を取り消し、旧宗主国フランスの支配下に戻る動きを見せた。これに反対するスパーヌウォンらはラーオ・イサラ（自由ラオス運動）を組織し、反仏運動を指揮した。同年10月、異母兄ペッサラート副王の主導下にラーオ・イサラ抗戦政府が樹立されると、通信大臣に就任。後に、外務大臣、ラーオ・イサラ軍総司令官となる。1946年3月、ターケークの戦いでメコン川を渡河中に銃弾をうけ、1発は心臓からわずか数ミリのところに命中したが、一命をとりとめた。1949年、フランス連合内でラオス王国が成立したが、外交権と防衛権は付与されず、この過程でスパーヌウォンら左派とスワンナ・プーマ（スパーヌウォンの異母兄）ら右派の路線の違いが明確となり、ラーオ・イサラは分裂した。
スパーヌウォンは続いて1950年8月13日にネーオ・ラーオ・イサラ（ラオス自由戦線）を結成し、同中央委員会議長に選出され、抗戦政府の首相に就任し、引き続き反仏闘争の指導にあたった。
1953年10月のラオス王国完全独立後、国内では左派・右派・中立派に分かれての内戦が勃発し、左派の指導者となったスパーヌウォンはネオ・ラーオ・イサラをネーオ・ラーオ・ハクサート（ラオス愛国戦線）と改称し、北ベトナムと親密な関係を持つようになった。王族出身でありながら左派の指導者となったスパーヌウォンは「赤い殿下」と呼ばれた。
1957年、スワンナ・プーマを首相とする第1次連合政府で、スパーヌウォンは計画・建設・都市開発大臣に就任。1958年、王国に編入された北部二省での補欠選挙にて、ラオス愛国戦線は21議席中9議席、同盟関係の平和中立党も4議席を獲得した。スパーヌウォンは全立候補者の中でトップの得票を獲得し、ヴィエンチャン県から選出された。この選挙はラオス愛国戦線が参加した唯一の選挙であった。
左派の勢力拡大に警戒を強めた右派は、連合内閣の総辞職を決行。翌1959年に成立した親米右派プイ・サナニコーン内閣によってスパーヌウォンは逮捕・投獄された。だが1960年5月、スパーヌウォンは脱獄に成功し、その後も共産主義勢力パテート・ラーオの指導者として活躍した。
1960年8月、コン・レー大尉のクーデターにより右派政権が崩壊し、プーマの中立派政権が樹立されると、同年11月のプーマ＝スパヌーウォン会談で、連合政府の樹立で合意した。しかし、12月には右派ノーサワン軍がヴィエンチャンを制圧したため、以後は中立派軍とパテート・ラーオ軍はジャール平原を拠点に共闘し、右派軍に対峙する。1961年から62年、右派のブン・ウム殿下、中立派のプーマ殿下、左派のスパーヌウォン殿下の3殿下会談を重ね、1962年6月、連合政権の組閣に関する「ジャール平原協定」に署名した。6月23日、プーマを首班とする第2次連合政府が樹立されると、スパーヌウォンは副首相兼経済・計画大臣に就任した。
1963年、中立派高官の暗殺事件を機に、中立派が左右に分裂すると、中立右派軍と中立左派軍＝左派パテートラーオ軍が衝突し内戦が再発。同年4月にキニム・ポンセーナー外相の暗殺事件が起こると、直ちにジャール平原に避難した。1964年には、左派閣僚がジャール平原に引き揚げ、連合政府は機能停止する。
1972年2月にラオス人民革命党第2回党大会が開催されると、スパーヌウォンは党政治局員に選出され、序列第3位となった。1974年4月5日、第3次連合政府が樹立されると、その政策諮問機関として全国政治協議会が設置され、4月25日にスパーヌウォンは同議長に就任した。
1975年、内戦はパテート・ラーオの勝利に終わり、同年12月2日、全国人民代表大会で王政廃止、連合政府と全国政治協議会の解散、ラオス人民民主共和国の樹立が決議された。同大会で、スパーヌウォンは最高人民議会議長に選出され、国家主席を兼任。1979年2月20日にはラオス国家建設戦線代表に就任した。新国家でスパーヌウォンは元首の地位を占めたが、実権はラオス人民革命党書記長であるカイソーン・ポムウィハーン首相が掌握していたため、象徴的・儀礼的な役割を果たすのみであった。
晩年は病気がちであり、1986年10月29日には国家主席職を休職し、プーミ・ウォンウィチットが国家主席代行としてスパーヌウォンを補佐した。また、国家建設戦線議長職もプーミが議長代行を務めたが、1988年10月に同議長職を辞任した。1991年3月の第5回党大会で党政治局員を退いて党中央委員会顧問となり、同年8月15日、国家主席職をカイソーン・ポムウィハーンに譲って政治の第一線から引退した。
1995年1月9日、心臓病により85歳で死去。

## 家族
ベトナム人女性と結婚し、11人の子をもうけた。長男のカムサイ・スパーヌウォンは党中央委員、財政相を務めたが、2000年にニュージーランドに亡命した。